# 2-Carboxyarabinitol-1-phosphatase
La 2-carboxy-D-arabinitol-1-phosphatase est une hydrolase qui catalyse la réaction :
2-carboxy-D-arabinitol-1-phosphate + H2O  {\displaystyle \rightleftharpoons }  2-carboxy-D-arabinitol + phosphate.
Cette enzyme contribue à la photosynthèse chez certaines plantes (notamment Nicotiana tabacum et certains haricots) dont le métabolisme produit du 2-carboxy-D-arabinitol-1-phosphate (CA1P), qui agit comme inhibiteur compétitif sur la Rubisco, lequel est éliminé du site actif de l'enzyme par la Rubisco activase puis déphosphorylé par la 2-carboxy-D-arabinitol-1-phosphatase.